# آگیوس ایلیاس (قبرس)
آگیوس ایلیاس (به لاتین: Agios Ilias) یک منطقهٔ مسکونی در قبرس شمالی است که در ناحیه اسکله واقع شده‌است. آگیوس ایلیاس ۴۲۹ نفر جمعیت دارد.